# STONE FREE
STONE FREE（ストーンフリー）は日本のロックバンド。インディーズにて東京都を拠点に活動している。キラキラレコードに所属。

## メンバー
- 蛭子 暁（ボーカル）
- 藤原 貴志（ギター）
- 加藤 渉（ベース）

## 作品

### 参加オムニバス
- VA「INFECTIOUS BOUTIQUE」（2005年8月11日）
- VA「timeless」（2006年11月1日）

### アルバム
- STONE FREE （2006年4月21日）
  1. 栄光への船出
  2. JAN
  3. GRATEFUL DAY
  4. DARLIN
  5. You make me crazy
  6. Thank you for your love
  7. DEAD MAN
  8. INSIDE
  9. Maybe! Crazy! Baby!
  10. 君のために

- The World （2008年8月21日）
  1. The World
  2. ELEPHANT GUN
  3. 愛の花
  4. EVERYTHING
  5. Paint it, Red
  6. Beautiful Day
  7. Tell Me
  8. Always
  9. DEAD OR ALIVE
  10. Happy to You